# Aufstieg und Fall der Stadt Mahagonny
Aufstieg und Fall der Stadt Mahagonny, kurz Mahagonny genannt, ist eine Oper in drei Akten (die Akteinteilung fehlt in den meisten späteren Textausgaben). Die Musik stammt von Kurt Weill, das Libretto von Bertolt Brecht. Die Oper wurde am 9. März 1930 in Leipzig unter der Regie von Walther Brügmann uraufgeführt. Die Oper hat eine Spieldauer von etwa 2½ Stunden. Die Handlung spielt in Mahagonny, einer fiktiven Stadt im Nordamerika der Gegenwart.

## Orchester
2 Flöten (auch 2 Piccoloflöten), Oboe, Klarinette, 3 Saxophone (Sopran, Alt/Bariton, Tenor), 2 Fagotte (2. auch Kontrafagott), 2 Hörner, 3 Trompeten, 2 Posaunen, Tuba, Pauken, Schlagwerk, Klavier, Harmonium ad lib., Banjo, Bassgitarre, Bandoneon, Streicher
Auf der Bühne
2 Piccoloflöten, 2 Klarinetten, 3 Saxophone, 2 Fagotte, 2 Hörner, 2 Trompeten, 2 Posaunen, Tuba, Schlagwerk, Klavier, Zither, evtl. Xylophon, Banjo, Bandoneon

## Handlung

### Erster Akt
Leokadja Begbick, Willy, der Prokurist (in den frühen Fassungen der Oper Fatty genannt), und Dreieinigkeitsmoses sind auf der Flucht vor den Konstablern. Sie wollen zu einer Küste, an der Gold gefunden wird. Doch der Wagen geht am Rande einer Wüste kaputt. Sie beschließen, da sie weder vor noch zurück können, hier eine Stadt zu gründen: Mahagonny, „das heißt: Netzestadt“ (1,1), in der sie den Männern, die mit Geld von der Küste kommen, ebendieses mithilfe von Bars und Bordellen aus der Tasche ziehen wollen. Es sollen dort Ruhe und Eintracht herrschen.
Und die Stadt wächst. Mit den Unzufriedenen aus aller Herren Länder kommen auch vier Holzfäller aus Alaska: Heinrich Merg, Joseph Lettner, Jakob Schmidt und Paul (Paule) Ackermann (in den frühen Fassungen: Sparbüchsenbilly, Alaskawolfjoe, Jack O’Brien und Jim (Jimmy Mahoney)). Sie wollen ebenfalls in Mahagonny glücklich werden. Kaum angekommen, verliebt Paul sich in die Hure Jenny. Doch auch Mahagonny hat seine Krisen: Die Preise sinken, die Leute reisen ab. Paul wird unzufrieden, als er ein Schild sieht mit der Aufschrift „Hier ist verboten …“, und zu allem Überfluss zieht ein Hurrikan heran.
In dieser Nacht erfindet Paul das Gesetz der menschlichen Glückseligkeit: „Du darfst!“ Das einzige, was verboten ist: kein Geld zu haben – darauf steht die Todesstrafe. Kurz vor der Zerstörung durch den Hurrikan macht er den Menschen klar, dass man keinen Taifun braucht, um zu zerstören, das könne der Mensch sehr gut alleine. Als Beispiel singt er trotz des Verbotes ein lustiges Lied.

### Zweiter Akt
Der Hurrikan nähert sich Mahagonny, der Zuschauer erfährt den Weg des Taifuns per Radiomeldung. Eine Minute vor Mahagonny jedoch macht der Sturm einen Bogen um die Stadt und verschont sie. Von nun an heißt der neue Leitspruch in Mahagonny (Beginn der Szene 13):
„Erstens, vergeßt nicht, kommt das Fressen/ Zweitens kommt der Liebesakt
Drittens das Boxen nicht vergessen/ Viertens Saufen, laut Kontrakt.
Vor allem aber achtet scharf/ Daß man hier alles dürfen darf.
(wenn man Geld hat.)“
Das zieht einige Folgen nach sich: Pauls Freund Jakob überfrisst sich an zwei Kälbern. Joseph stirbt bei einem Preisboxen gegen den Dreieinigkeitsmoses, nachdem er Paul überredet hatte, sein ganzes Geld auf ihn zu setzen. In der nächsten Szene gibt Paul sämtlichen Männern Mahagonnys einen Whisky aus. Doch als Begbick die Bezahlung von ihm will, fällt ihm ein, dass er kein Geld mehr hat. Sein eigenes Gesetz wird ihm zum Verhängnis. Da weder Jenny noch Heinrich für ihn bezahlen wollen, wird er festgenommen.

### Dritter Akt
Pauls Prozess beginnt am nächsten Tag. Das Gericht verhandelt zunächst einen anderen Fall, in welchem der eines Mordes Angeklagte das Gericht besticht und infolgedessen freigesprochen wird. Doch Paul hat kein Geld, um sich ebenso zu verhalten, und erhält auch von seinen Freunden keine Unterstützung.
Paul wird mit abstrusen Anklagepunkten konfrontiert und für schuldig befunden: indirekter Mord an Joseph (zwei Tage Gefängnis), Verführung Jennys (vier Jahre Zuchthaus), Störung von Friede und Eintracht (zwei Jahre Ehrverlust), Singen eines lustigen Liedes (zehn Jahre Kerker) und der Hauptpunkt der Anklage: Zechprellerei, deretwegen Paul zum Tode verurteilt wird. Er hat sich des größten Verbrechens („Mangel an Geld“) schuldig gemacht. Paul nimmt Abschied. An dieser Stelle wird auch erzählt, wie Gott einmal nach Mahagonny kam („Spiel von Gott in Mahagonny“).
Die Oper endet damit, dass die Stadt im Chaos versinkt („brennendes Mahagonny“) und mehrere demonstrierende Gruppen umherziehen.

## Musik
Kurt Weill beschreibt in der Komposition dieser Oper einen großen Bogen, indem er im ersten Akt viele Themen vorstellt um diese im Laufe des Handlungsstranges immer komplexer zu verschachteln und im Finale zum Höhepunkt zu führen.
Häufig werden Zitate aus der klassischen Musik (oft in ironischer Form) verwendet, so wird Tekla Bądarzewskas Gebet einer Jungfrau, bereits damals als „Kitsch“ angesehen, wörtlich zitiert und mit den Worten „Das ist die ewige Kunst!“ kommentiert. Außerdem werden unter anderem zitiert: Paul Linckes Schenk mir doch ein kleines bißchen Liebe und das Lied vom Jungfernkranz aus Carl Maria von Webers Oper Der Freischütz in der Nummer Auf nach Mahagonny (s. u.), musikalische Formen wie Bachsche Fugen, Choralvorspiele und Passionsmusik (s. u.), Populärmusik wie Schrammelmusik, Marschkapellenmusik, Shanty, Tarantella, Blues und der Tristan-Akkord.
Kurt Weill fand in den genauen Typen der Brechtschen Figuren die Pendants für sein eigenes Bemühen um Direktheit der Aussage, und Bertolt Brecht sah in Weill den Menschen, der seiner Vorstellung von Theater als einer „moralischen Anstalt“, seiner schonungslosen Zeit- und Gesellschaftskritik, seinem humanitären Ethos die musikalische Untermalung gab.

### Alabama Song
Ein Lied mit Songcharakter, welches am Anfang von Jenny und sechs Mädchen auf dem Weg in die Netzestadt gesungen wird. Die Mädchen haben Heimat und Geborgenheit verloren und sehen ihre einzige Überlebenschance darin, sich an die Männer von Mahagonny zu verkaufen. Sie verabschieden sich vom Mond und damit von der Hoffnung auf ein besseres Leben, auf romantische Liebe und Geborgenheit. Weill schafft in der Solostimme Jennys einen kennzeichnenden Wechsel zwischen Nostalgie ausdrückenden, traurigen Koloraturen und eher zynisch klingendem Sprechgesang.
Der englische Text des Alabama Song wurde zuerst 1927 in Brechts Gedichtsammlung Hauspostille veröffentlicht. Das Originalgedicht hat ein männliches lyrisches Ich.
Der Song wurde oft bearbeitet, u. a. wurde er von der US-Rockband The Doors, David Bowie, Abwärts sowie der schweizerischen Band The Young Gods interpretiert.

### Auf nach Mahagonny
Der Song „Auf nach Mahagonny“ wird von vier Holzfällern gesungen, die nach siebenjähriger Arbeit in Alaskas Wäldern ihr hart erarbeitetes Geld in der Netzestadt verprassen wollen. Sie sind in überschwänglicher Vorfreude auf die verlockenden Angebote der Stadt. Auch das Motiv des Mondes taucht in dem Lied der Männer auf und zeigt sehr deutlich, dass sie ganz andere Erwartungen an das Leben haben als die Frauen. Der Mond trägt, aus der Sicht der Männer, die Farbe des amerikanischen Dollars und ist wie alles andere käuflich. Sie verspotten ihn und nehmen ihm jede Form von Romantik. Die Musik trägt die freudige Stimmung der Holzfäller, weist aber auch auf die verzerrte Sicht der Männer hin.

## Entstehungs- und Rezeptionsgeschichte

### Entstehung
Die Oper Aufstieg und Fall der Stadt Mahagonny entstand aus einem Songspiel mit dem Titel Mahagonny, ein Songspiel, welches Kurt Weill und Bertolt Brecht für ein Musikfest in Baden-Baden schrieben. Seine Uraufführung fand am 17. Juli 1927 statt. Das Songspiel bestand aus fünf Gesangsnummern, einem gesungenen Epilog und einigen instrumentalen Passagen. Eine „Handlung“ im dramaturgischen Sinn des Wortes fehlt in diesem Werk.
Schon vor der Fertigstellung des Songspiels fassten die beiden Autoren die Möglichkeit ins Auge, das Material des Songspiels zu einer abendfüllenden Oper umzuarbeiten und zu erweitern. Die Arbeit am Libretto dieser Oper wurde gleich begonnen. Das Libretto wurde im Wesentlichen im Herbst 1927 abgeschlossen, und Weill arbeitete dann an seiner Vertonung bis April 1929, zeitweilig unterbrochen durch die Arbeit an der Dreigroschenoper im Sommer 1928.
Für die Oper Aufstieg und Fall der Stadt Mahagonny instrumentierte Weill die Songs aus dem Songspiel, welche er in die Oper übernahm, für großes Orchester neu.
Bereits früh in der Entstehungsgeschichte und vor allem im Frühjahr 1929 wurde eine Uraufführung an der Berliner Kroll-Oper vorgesehen. Im Juli 1929 rückte jedoch der Chefdirigent der Oper Otto Klemperer vor allem wegen Einwänden gegen das Libretto von diesem Plan ab.

### Uraufführung
Bei der Uraufführung im Neuen Theater Leipzig am 9. März 1930 unter dem Dirigenten Gustav Brecher kam es zu einem Tumult im Zuschauerraum. Anhänger der NSDAP, die eine geplante Störaktion durchführten, animierten einen Teil des Publikums zu Protesten gegen das Werk, weswegen man die Oper nur mit Mühe zu Ende spielen konnte.
In der Uraufführung sangen und spielten: Marga Dannenberg (Leokadja Begbick), Hanns Fleischer (Fatty, der „Prokurist“), Walther Zimmer (Dreieinigkeitsmoses), Mali Trummer (Jenny Smith, Hure), Paul Beinert (Jim Mahoney), Hanns Hauschild (Jack O’Brien), Theodor Horand (Bill, genannt Sparbüchsenbilly), Ernst Osterkamp (Joe, genannt Alaskawolfjoe) und Alfred Holländer (Toby Higgins).

## Gott in Mahagonny
Mahagonny ist nach Kurt Weill die Geschichte von Sodom und Gomorra. Ähnlich wie die biblische Vorlage soll die Stadt untergehen mit allen „Gerechten und Ungerechten“, wie die Witwe Begbick äußert. Tatsächlich wird das Schicksal der Stadt nicht, wie im Alten Testament, durch eine äußere Katastrophe besiegelt, sondern durch eine Umwertung aller menschlichen Werte, durch die moralische Katastrophe. „Tuet alles heute nacht, was verboten ist, wenn der Hurrikan kommt, der macht es auch so.“
Jim, der Protagonist der neuen Moral, wird nach seinen eigenen Gesetzen gerichtet. Sein Tod wird textlich und musikalisch der Kreuzigung Christi in fast blasphemischer Weise nachgebildet. Als Motive tauchen auf die Ölbergszene, die Verspottung, die Gerichtsszene, die Übergabe Jennys an Bill (Maria und Johannes), der letzte Hilferuf an Gott und das Durst- und Essigmotiv.
Gott selbst tritt im Spiel in Mahagonny auf, zeigt sich in seiner Machtlosigkeit und wird höhnisch der Stadt verwiesen. Auf musikalischer Ebene sind Zitatverfremdungen von Bachscher Passionsmusik zu hören.

## Aufnahmen/Tonträger
- Aufstieg und Fall der Stadt Mahagonny, mit dem Norddeutschen Radiochor, dem Norddeutschen Radio-Orchester, Leitung: Wilhelm Brückner-Rüggeberg, 1956 (CD 2003 bei Sony Music)
- Aufstieg und Fall der Stadt Mahagonny, mit Anja Silja, Anny Schlemm, Thomas Lehrberger, Klaus Hirte, Wolfgang Neumann, Frederic Mayer, Paul Wolfrum, Hans Franzen, Kölner Rundfunkorchester, Leitung: Jan Latham-König, 1988 (CD Capriccio 10 160/61)
- Aufstieg und Fall der Stadt Mahagonny, mit Gwyneth Jones, Catherine Malfitano, Jerry Hadley, Konzertvereinigung Wiener Staatsopernchor, Radio-Sinfonieorchester Wien, Leitung: Dennis Russell Davies, 1998 (DVD bei Naxos Deutschland)
- Rise and Fall of the City of Mahagonny, mit Audra McDonald, Patti LuPone, Anthony Dean Griffey, dem Orchester und Chor der Los Angeles Opera, Leitung: James Conlon, 2007 (DVD 2007 bei EuroArts Music International GmbH)